# Wardin
Wardin (Waals: Wârdin, Duits/Luxemburgs: Wardicht) is een dorp in de Belgische provincie Luxemburg en een deelgemeente van de stad Bastenaken. Het dorpscentrum ligt vijf kilometer ten oosten van het stadscentrum van Bastenaken. In de deelgemeente liggen nog verschillende dorpen en gehuchten, zoals Benonchamps, Bras, Harzy, Mageret, Marenwez, Marvie, Mont en Neffe.

## Geschiedenis
Op het eind van het ancien régime werd Wardin een gemeente. In 1823 werden bij een grote gemeentelijke herindeling in Luxemburg veel kleine gemeenten samengevoegd en buurgemeente Harzy werd bij Wardin gevoegd. De gehuchten Bizory, Marvie, Mont en Neffe werden van Bastenaken overgeheveld naar de gemeente Wardin.
Bij de gemeentelijke herindeling van 1977 werd Wardin een deelgemeente van Bastenaken.

## Demografische ontwikkeling
- Bronnen:NIS, Opm:1831 tot en met 1970=volkstellingen

## Bezienswaardigheden
- De Église Saint-Aubin

Deelgemeenten: Bastenaken · Bertogne ·Flamierge ·Longchamps · Longvilly · Noville · Villers-la-Bonne-Eau · Wardin

Overige dorpen: Al-Hez · Arloncourt · Benonchamps · Berhain · Bethomont · Bizory · Bourcy · Bras · Champs · Cobru · Compogne · Fagnoux · Fays · Flamisoul · Foy · Frenet · Gives · Givroulle · Givry · Hardigny · Harzy · Hemroulle · Horritine · Isle-la-Hesse · Isle-le-Pré · Livarchamps · Losange · Lutrebois · Lutremange · Luzery · Mande-Saint-Étienne · Mageret · Marenwez · Marvie · Michamps · Moinet · Monaville · Mont · Neffe · Oubourcy · Rachamps · Recogne · Remoifosse · Rolley · Rouette · Roumont · Salle · Savy · Senonchamps · Troismont · Tronle · Vaux · Wicourt · Wigny · Withimont

Belgische gemeenten · Arrondissement Aarlen · Luxemburg · Wallonië